# 李烈钧别墅
.
原李烈钧别墅，又名崇雅楼，位于中国江西省九江市庐山大林沟1216号。现为江西省军队离休干部庐山休养所，又名崇雅山庄。
1930年，江西都督李烈钧在大林沟购地，兴建崇雅楼。系二层石砌建筑，建筑面积256平方米。立面中部有六角形亭子。
1987年，原林森别墅公布为第一批庐山风景名胜区文物保护单位。